# Tabulae Herbarii L.Pierre
Tabulae Herbarii L.Pierre (abreviado Tab. Herb. L.Pierre) fue una revista ilustrada con descripciones botánicas que fue editada desde el año 1895 hasta 1901.